# جام خیریه انگلستان ۱۹۵۳
 جام خیریه انگلستان ۱۹۵۳ ، ۳۱امین رقابت سالانه مابین قهرمانان لیگ دسته اول فوتبال انگلستان و جام حذفی فوتبال انگلستان است. 
این مسابقه در تاریخ ۱۲ اکتبر ۱۹۵۳ مابین تیم‌های آرسنال و بلکپول در ورزشگاه هایبوری لندن برگزار شده‌است. 
تیم آرسنال در این مسابقه با نتیجه ۳ بر ۱ به پیروزی دست یافت.

## جزئیات مسابقه
| آرسنال         | ۳ – ۱ | بلکپول  |
| -------------- | ----- | ------- |
| لیشمن · لاوتون |       | مورتنسن |